# Milking the Stars: A Re-Imagining of Last Patrol
Milking the Stars: A Re-Imagining of Last Patrol è il decimo album in studio del gruppo rock statunitense Monster Magnet, pubblicato nel 2014.
Il disco contiene versioni alternative delle canzoni del precedente album Last Patrol con l'aggiunta di tracce inedite e live.

## Tracce
1. Let the Circus Burn – 7:25
2. Mindless Ones '68 – 5:22
3. No Paradise for Me – 5:34
4. End of Time (B-3) – 6:36
5. Milking the Stars – 7:19
6. Hellelujah (Fuzz and Swamp) – 5:01
7. I Live Behind the Clouds (Roughed Up and Slightly Spaced) – 4:35
8. Goliath Returns – 3:30
9. Stay Tuned (Even Sadder) – 6:01
10. The Duke (Full On Drums 'N Wah) – 5:25
11. Last Patrol (live at the AB, 2014) – 11:14
12. Three Kingfishers (live at the AB, 2014) – 6:41

## Formazione
- Dave Wyndorf - chitarra, voce, tastiere
- Philip Caivano - chitarra
- Chris Kosnik - basso
- Bob Pantella - batteria, percussioni
- Garrett Sweeny - chitarra, sitar